# New Kowloon
New Kowloon est une zone administrative de Kowloon à Hong Kong.

## Situation actuelle
Le terme « New Kowloon » est très rarement utilisé dans le langage courant à Hong Kong. La zone étant une terre de la Couronne, la fiscalité de l'immobilier est différente de celle du reste de Kowloon,.